# Химический сдвиг
Химический сдвиг в ЯМР — смещение сигнала ЯМР в зависимости от химического состава вещества, обусловленное экранированием внешнего магнитного поля электронами атомов. При появлении внешнего магнитного поля возникает диамагнитный момент атомов, обусловленный орбитальным движением электронов. Это движение электронов образует эффективные токи и, следовательно, создает вторичное магнитное поле, пропорциональное в соответствии с правилом Ленца внешнему магнитному полю и противоположно направленное. Данное вторичное поле накладывается на внешнее магнитное поле вблизи ядра и в результате локальное магнитное поле в том месте, где находится атомное ядро, уменьшается. Величина относительного уменьшения магнитного поля изменяется от {\displaystyle 10^{-5}} у протона до {\displaystyle 10^{-2}} у тяжёлых ядер. В результате расстояние между уровнями ядерной магнитной энергии уменьшается.

## История открытия
Явление химического сдвига открыто в 1951 г. в этиловом спирте {\displaystyle CH_{3}CH_{2}OH}. Было получено явление раздельного резонанса протонов, входящих в молекулу.

## Практическое значение
Химический сдвиг даёт представление о химическом составе молекулы, о её внутреннем строении, динамических процессах внутри системы.